# سام تشو لين
سام تشو لين (بالإنجليزية: Sam Chu Lin)‏ هو صحفي أمريكي، ولد في 1939 في غرينفيل في الولايات المتحدة، وتوفي في 5 مارس 2006 في بربانك في الولايات المتحدة.